# Университет „Париж-Пантеон-Асас“
Университетът „Париж-Пантеон-Асас“ е френски университет, един от главните наследници на факултетите по икономика и по право на Парижкия университет.
Основните дисциплини, които се преподават в университета, са икономика, право, публична администрация, обществени науки и политология.
Сред по-известните възпитаници на университета са бившият френски президент Франсоа Митеран, бившите министър-председатели Доминик дьо Вилпен и Жан-Пиер Рафарен, френският крайнодесен лидер Жан-Мари льо Пен и др.